# Muhammad IV al-Hadi
Muhammad El Hadi Bey, (in arabo:محمد الهادي باي بن علي), detto anche Hédi Bey (Palazzo del Bardo, 24 giugno 1855 – Palazzo di Dermech, 11 maggio 1906), è stato Bey di Tunisi dal 1902 alla propria morte.

## Regno
Investito del titolo di Principe della Corona il 3 dicembre 1898, egli succedette al trono tunisino alla morte del padre, Ali III Bey, l'11 giugno 1902. Nominato Maggiore-Generale dell'armata del Balato di Tunisi il giorno dell'ottenimento del principato, venne promosso al grado di Maresciallo alla sua ascesa al trono.
Secondo alcune fonti, il sovrano sapeva leggere e scrivere in francese correttamente e alla sua morte venne sepolto nel mausoleo di Tourbet El Bey a Tunisi.